# Guioa melanopoda
Espèce
Statut de conservation UICN

 VU D2 : Vulnérable
Guioa melanopoda est une espèce de plantes de la famille des Sapindaceae.

## Publication originale
- Journal of the Arnold Arboretum 21(4): 514. 1940.